# Las nuevas películas de Scooby-Doo
Las nuevas películas de Scooby-Doo fue la segunda serie del dibujo animado de Hanna-Barbera Scooby-Doo. El primer episodio fue mostrado el 9 de septiembre de 1972 y tuvo dos temporadas que fueron transmitidas por CBS con episodios de una hora de duración. Fueron producidos 24 episodios (16 en 1972–1973 y 8 en 1973).

## Análisis general
Cada episodio presentaba a alguna celebridad invitada, quien ayudaría a los jóvenes a resolver el misterio de la semana. Algunas celebridades aportaron con su propia voz (Don Knotts, Jonathan Winters, Sandy Duncan, Tim Conway y Sonny and Cher entre otros); las voces de algunos fueron posibles solo con la ayuda de imitadores (Los tres chiflados y El gordo y el flaco), y el resto eran personajes de Hanna-Barbera (los personajes de The Harlem Globetrotters (1970), Josie and the Pussycats (1970), Jeannie (1973) y Speed Buggy (1973); The Addams Family y Batman y Robin aparecieron un año antes de que sus propias series fueran creadas por Hanna-Barbera -- The Addams Family y Súper amigos, 1973).

## Reparto de voces

### Estados Unidos
- Don Messick como Scooby-Doo.
- Casey Kasem como Shaggy Rogers.
- Nicole Jaffe como Velma Dinkley.
- Heather North como Daphne Blake.
- Frank Welker como Fred Jones.

### México
- Jorge Arvizu como Scooby Doo
- Sergio de Bustamante como Shaggy Rogers
- Nancy Mackenzie como Daphne Blake
- Rocío Garcel como Velma Dinkley
- José Lavat como Fred Jones

## Guía de episodios

### Primera temporada (1972–1973)
| #    | Título del episodio                                                                 | Celebridad invitada                                        | Primera emisión          |
| ---- | ----------------------------------------------------------------------------------- | ---------------------------------------------------------- | ------------------------ |
| 1.1  | "Ghastly Ghost Town"                                                                | Los tres chiflados                                         | 9 de septiembre de 1972  |
| 1.2  | "The Dynamic Scooby-Doo Affair"                                                     | Batman y Robin                                             | 16 de septiembre de 1972 |
| 1.3  | "Scooby-Doo Meets the Addams Family" (también conocido como "Wednesday is Missing") | The Addams Family                                          | 23 de septiembre de 1972 |
| 1.4  | "The Frickert Fracas"                                                               | Jonathan Winters                                           | 30 de septiembre de 1972 |
| 1.5  | "Guess Who's Knott Coming to Dinner?"                                               | Don Knotts                                                 | 7 de octubre de 1972     |
| 1.6  | "A Good Medium is Rare"                                                             | Phyllis Diller                                             | 14 de octubre de 1972    |
| 1.7  | "Sandy Duncan's Jekyll and Hyde"                                                    | Sandy Duncan                                               | 21 de octubre de 1972    |
| 1.8  | "The Secret of Shark Island"                                                        | Sonny & Cher                                               | 28 de octubre de 1972    |
| 1.9  | "The Spooky Fog"                                                                    | Don Knotts (segunda aparición)                             | 4 de noviembre de 1972   |
| 1.10 | "Scooby Doo Meets Laurel and Hardy" (también conocido como "The Ghost of Bigfoot")  | El gordo y el flaco                                        | 11 de noviembre de 1972  |
| 1.11 | "The Ghost of the Red Baron"                                                        | Los tres chiflados (segunda aparición)                     | 18 de noviembre de 1972  |
| 1.12 | "The Ghostly Creep from the Deep"                                                   | Personajes de The Harlem Globetrotters                     | 25 de noviembre de 1972  |
| 1.13 | "The Haunted Horseman of Hagglethorn Hall"                                          | Davy Jones                                                 | 2 de diciembre de 1972   |
| 1.14 | "The Phantom of the Country Music Hall"                                             | Jerry Reed                                                 | 9 de diciembre de 1972   |
| 1.15 | "The Caped Crusader Caper"                                                          | Batman y Robin (segunda aparición)                         | 16 de diciembre de 1972  |
| 1.16 | "The Lochness Mess"                                                                 | Personajes de The Harlem Globetrotters (segunda aparición) | 30 de diciembre de 1972  |

### Segunda temporada (1973)
| 2.1                                                                                       | "The Mystery of Haunted Island"                                                   | Personajes de The Harlem Globetrotters (tercera aparición) | 8 de septiembre de 1973  |
| 2.2                                                                                       | "The Haunted Showboat"                                                            | Personajes de Josie and the Pussycats                      | 15 de septiembre de 1973 |
| 2.3                                                                                       | "Scooby-Doo Meets Jeannie" (también conocido como "Mystery in Persia")            | Personajes de Jeannie                                      | 22 de septiembre de 1973 |
| 2.4                                                                                       | "The Spirited Spooked Sports Show"                                                | Tim Conway                                                 | 29 de septiembre de 1973 |
| 2.5                                                                                       | "The Exterminator"                                                                | Don Adams                                                  | 6 de octubre de 1973     |
| 2.6                                                                                       | "The Weird Winds of Winona"                                                       | Personajes de Speed Buggy                                  | 13 de octubre de 1973    |
| 2.7                                                                                       | "The Haunted Candy Factory"                                                       | Cass Elliot                                                | 20 de octubre de 1973    |
| 2.8                                                                                       | "Scooby-Doo Meets Dick Van Dyke" (también conocido como "The Haunted Carnival") 1 | Dick Van Dyke                                              | 27 de octubre de 1973    |
| Notas: 1. Luego de la primera emisión el 27 de octubre, se repitieron las dos temporadas. |                                                                                   |                                                            |                          |